# Araneus ladschicola
Araneus ladschicola là một loài nhện trong họ Araneidae.
Loài này thuộc chi Araneus. Araneus ladschicola được Embrik Strand miêu tả năm 1906.